# Обыкновенный ламантин
Обыкновенный ламантин или американский ламантин (лат. Trichechus manatus) — крупное водное млекопитающее семейства ламантиновых, обитающее вдоль Атлантического побережья Северной, Центральной и Южной Америки.

## Описание

### Внешний вид
Тело массивное; его внешнее строение, включая передние конечности в виде ласт и веслообразный хвост (задние конечности редуцированы), схоже с таковым у тюленей и других представителей ластоногих. Длина взрослого животного варьирует от 2,5 до 4,5 м, масса от 200 до 600 кг. Самки обычно длиннее и тяжелее самцов, в окраске половой диморфизм не проявляется. Только что родившиеся детёныши достигают длины 0,9—1,2 м и весят от 18 до 27 кг. Окраска взрослой особи чаще всего голубовато-серая, но также может иметь различные оттенки от чёрного до светло-коричневого. Натуральный цвет кожи нередко затемняют прилипшие к телу водоросли и ракушки. Тело покрыто мелкими морщинами; на морде, стыке ласт и у основания хвоста имеются глубокие складки. Кожа новорожденных мягкая, но быстро грубеет и уже через несколько дней после рождения становится шероховатой.
Морда вытянутая, голова плавно переходит в туловище без ярко выраженной шеи. Губы крупные и мясистые, находятся в нижней части морды. Ноздри диаметром около 2 см, полукруглые, расположены под углом от морды, на расстоянии примерно в 5 см друг от друга. Верхняя губа имеет грубую текстуру, и так же, как и нижняя, покрыта бесцветными щетинками. Обе губные подушечки гибкие, способны двигаться независимо друг от друга. Кормящееся животное захватывает губами растительность и переправляет её в полость рта, где находятся зубы. Маленькие круглые глаза расположены по бокам головы, окрашены в тёмно-коричневый цвет. Ушные раковины отсутствуют, ушные отверстия диаметром до 4 мм расположены позади глаз.
Ласты гибкие, изгибаются в запястье, помимо управления движением также используются для подачи пищи в рот, чистки и прижимания к себе других ламантинов. Туловище плавно сужается и заканчивается веслообразным хвостом, длина которого в среднем около 80 см. Хвост зачастую покрыт глубокими трещинами и зазубринами. Плавание осуществляется вертикальными взмахами задней части тела и хвоста.

### Особенности поведения
В традиционных местах обитания у американских ламантинов отсутствуют естественные враги, вследствие чего у них не выработались сложные механизмы поведения в случае опасности. К тому же в субтропических и тропических широтах сезонное колебание температур незначительно, и растительность имеет большое разнообразие. Не имея надобности в групповой охоте или групповой защите, американские ламантины ведут в основном уединённый образ жизни, изредка собираясь разрозненными группами, состоящими из двух — четырёх, ещё реже шести и более особей. Они не имеют свою территорию и не придерживаются какой-либо социальной иерархии. Большинство групп собирается на временной основе (иногда лишь на несколько часов или минут), без деления по возрасту или половому признаку. В целом самки ещё менее социально активны, чем самцы, и в момент отдыха нередко отпихивают плавниками приближающихся к ним соседей. Единственным исключением в обозначенном социальном поведении являются группы самцов, добивающиеся расположения самки в период течки. Но даже в этом случае они не проявляют агрессию по отношению друг другу, а лишь стремятся быстрее других сблизиться с партнёршей.
Общение осуществляется путём покусывания, обнюхивания, пихания, прижимания. Голосовые сигналы при коммуникации, как правило, не используются, но в момент испуга, протеста или сексуального возбуждения животное способно издать импульсивный писк либо взвизг.
Свой хвост ламантины используют для поступательного движения в воде, но также способны кувыркаться в воде, переворачиваться и плавать на спине. Плавники применяются в качестве руля, во время движения прижаты к туловищу либо свободно свисают. Обычная скорость не превышает 10 км/час, но на короткое расстояние (не более 100 м) способна вырасти до 25 км/час. Активность не привязана к какому-либо времени суток. На кормёжку обычно тратится 6—8 часов в сутки, на отдых от 2 до 12 часов. Отдыхая на глубине, животное раз в несколько минут поднимается на поверхность, чтобы подышать воздухом. Для коммуникации между собой ламантины используют несколько приёмов. Самцы скребут себя, тем самым выделяя фермент, который призван дать знать находящейся неподалёку самке о его половой зрелости. Ламантины прекрасно слышат, и используют свою скрипящую трель для общения между матерью и детёнышем. Для ориентации в пространстве ламантины используют зрение.

## Распространение

### Ареал
Распространён в тропических и субтропических водах вдоль атлантических побережий Северной, Центральной и Южной Америки, некоторых островов Карибского моря.
У американских ламантинов очень низкая скорость обмена веществ и отсутствует толстый слой жира, их распространение ограничено тёплыми водами. В северной части ареала они обитают в основном у берегов Флориды, а летом, когда вода прогревается до 20 °C и выше, могут откочёвывать на север, вплоть до Виргинии и Луизианы (самым северным штатом, где когда-либо был отмечен ламантин, является Род-Айленд). При понижении температуры воды животные либо перемещаются к югу, либо ищут местные убежища с достаточно тёплой водой, в том числе нагреваемой за счёт сбросов с электростанций и промышленных предприятий. Такие, искусственно созданные зимовки ламантинов отмечены в устье реки Кристал-Ривер (рядом с АЭС Кристал Ривер) и в нижнем течении реки Сент-Джонс (на берегах которой находится город Джэксонвилл). К югу от континентальной части США американского ламантина можно обнаружить возле Багамских и Больших Антильских островов (у берегов Гаити — предположительно), Виргинских островов, а также вдоль побережья континентов к югу до восточной части Бразилии.
В прошлом ареал животного охватывал и другие Карибские острова: Сен-Мартен, Ангилью, Синт-Эстатиус, Сабу, Бонайре, Барбадос, Доминику, Бас-Тер, Гранд-Тер, Мартинику, Монтсеррат, Сент-Китс, Невис, Сент-Люсию, Сент-Винсент и Гренадины. Исчезновение возле них связано с деградацией и утратой традиционной среды обитания, охотой, гибелью в рыболовных сетях и загрязнением окружающей среды.

### Места обитания
Американский ламантин легко приспосабливается как к солёной (до 35 ‰), так и к пресной воде, и свободно перемещается из мелководных морских бухт в эстуарии, долины рек, каналы, озёра и обратно. Порой животное довольно далеко заплывает вверх по течению: так, в реке Магдалена оно встречается вплоть до колумбийского города Нейва, в Ориноко и её притоке Апуре до венесуэльского города Брусуаль (в обоих случаях на расстоянии свыше тысячи км от морского побережья). Учёные полагают, что несмотря на способность переносить широкий диапазон солёности, хотя бы эпизодический доступ к источникам пресной воды необходим животным для поддержания осмотического давления. Отдельные источники подчёркивают, что животные могут быть подвержены обезвоживанию без продолжительного доступа к источникам с пресной водой.
Животное толерантно как к прозрачной, так и к очень мутной воде; легко преодолевает встречные течения до 6 км/час, равнодушно к ненастной и сильной штормовой погоде. Оно чаще всего кормится в неглубоких (во Флориде от 1 до 3 м) травяных зарослях в прибрежных и речных средах обитания; в море предпочитает держаться поблизости от устьев рек и каналов. В поисках корма животные могут преодолевать совсем мелкие, около 50—60 см глубиной участки, при этом в таких случаях держатся в непосредственной близости от более приемлемой среды обитания.
Когда животное не мигрирует, его биотоп так или иначе связан с надводной, подводной или плавающей растительностью: зарослями водных трав (Syringodium filiforme, Halodule wrightii, Spartina alterniflora, Vallisneria americana и многими другими), скоплениями водорослей, мангровыми посадкам и т. п.

## Численность
По состоянию на 2022 год, общая численность животных оценивается в 13 тыс. особей, из которых около 6,5 тыс. обитает в территориальных водах юго-восточных штатов США и Пуэрто-Рико.

## Размножение
Хотя животные этого вида ведут в основном одиночный образ жизни, во время брачного сезона они сбиваются в группы, состоящие из самки, преследуемой самцами (до 20 особей). Среди самцов устанавливается иерархия подчинения за право обладать самкой, а самка старается избегать самцов.
Половая зрелость у самцов наступает в возрасте 9—10 лет, хотя они способны зачать уже к двум годам. Самки достигают половой зрелости к 4—5 годам своей жизни, однако большинство из них начинает приносить телят только через 7—9 лет. Беременность длится 12—14 месяцев, новорожденный детёныш зависит от матери в течение примерно двух лет. Как правило, за один раз появляется только один детёныш, хотя иногда появляются сообщения о двух. Период между беременностями длится 3-5 лет, но в случае гибели малыша может быть уменьшен. Первые 18 месяцев самка кормит малыша своим молоком, хотя у того с самого рождения имеются большие и малые коренные зубы, и уже примерно через 3 недели после рождения ламантины способны питаться растительной пищей.
Связь мать-детёныш является единственным стабильным и долговременным союзом у американских ламантинов. Предполагается, что эта связь остаётся на долгие годы, когда детёныш уже вырастает, и ему не требуется непосредственная помощь матери.

## Питание
Морда у американских ламантинов наклонена ещё ниже, чем у других родственных им видов. Возможно, это связано с их питанием. В основном они питаются травяной растительностью, растущей на дне. Одной из характерных особенностей данного вида является наличие гибкой раздвоенной верхней губы, которой они захватывают пищу и посылают её в рот. Ламантины довольно неразборчивы в растительной пище, и поедают листья почти всех растений, которые способны захватить верхней губой. Губой они также способны выкапывать корни растений. Некоторые ламантины питаются беспозвоночными животными и рыбой — как в дикой природе, так и в неволе.

## Галерея

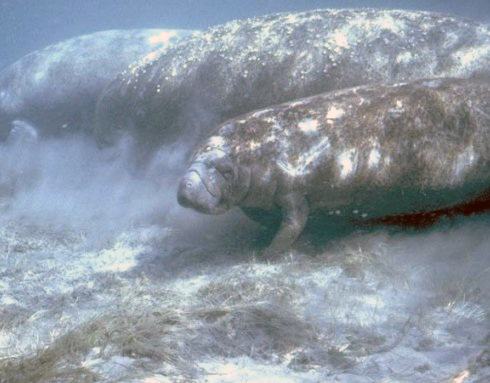
Вид издалека
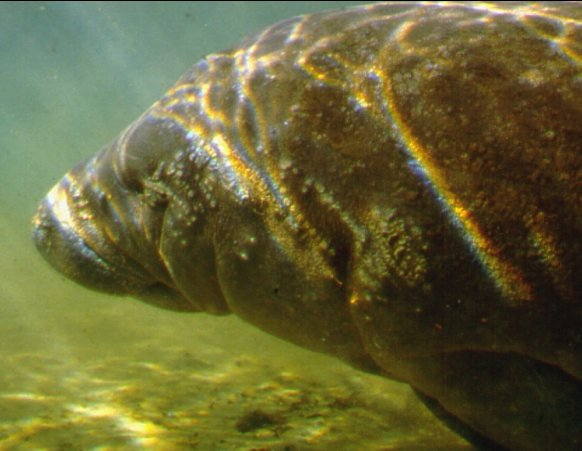
Вид сбоку
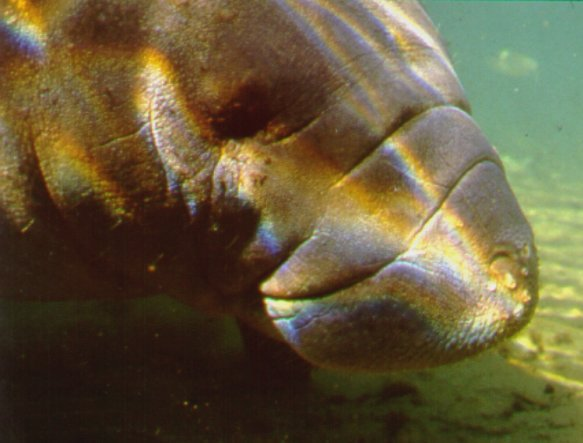
Вид спереди
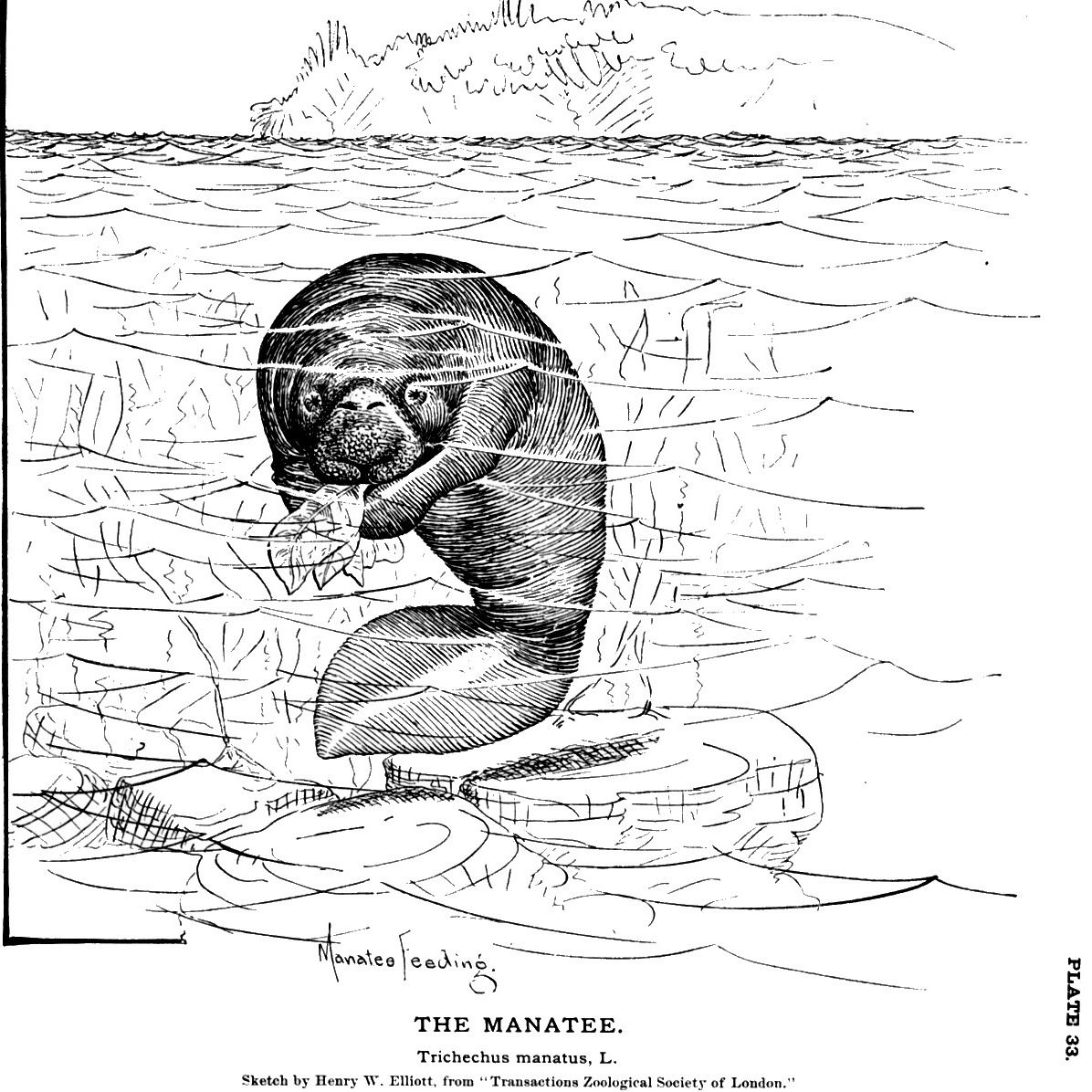
Художественное изображение американского ламантина